# Ardisa
Ardisa là một đô thị ở tỉnh Zaragoza, Aragon, Tây Ban Nha. Theo điều tra dân số 2004 của Viện thống kê Tây Ban Nha (INE), đô thị này có dân số là 82 người. Diện tích đô thị này là 27 ki-lô-mét vuông.

## Biến động dân số
| Dân sô | 79 | 85 | 74 | 82 |